# Bird (bedrijf)
Bird, voorheen bekend onder de naam MessageBird, is een Nederlands bedrijf dat is gespecialiseerd in communicatiediensten. Het bedrijf ontstond nadat Mollie een aantal van zijn bedrijfsactiviteiten afsplitste.

## Geschiedenis

### MessageBird (2011–2024)
In 2011 begonnen Robert Vis en Adriaan Mol met sms- en telecomdiensten onder de naam MessageBird. Het bedrijf ontwikkelde software waarmee bedrijven en instellingen konden communiceren met hun klanten. Aanvankelijk ging dit voornamelijk via sms, WhatsApp of een chatbot. Een van de eerste grote klanten was het Nederlandse AMBER Alert-systeem.
Later werden er ook communicatiekanalen via e-mail en Instagram bij na overnames van concurrerende bedrijven. Zo werd eind 2020 het Britse Pusher overgenomen voor 35 miljoen dollar. Daarna werden ook de videodienst 24sessions en analysebedrijf Hull overgenomen. Bij een investeringsronde in datzelfde najaar werd MessageBird gewaardeerd op meer dan 3 miljard dollar. Het bedrijf maakte in 2020 zelf bekend zich voor te bereiden voor een beursgang.
Op 28 april 2021 nam MessageBird het Amerikaanse SparkPost over voor bijna een half miljard euro, waarmee het bedrijf ook e-mail als een communicatiemiddel aan zijn portfolio toevoegde.
De omzet van Messagebird groeide volgens het bedrijf van 434 miljoen euro in 2021 naar 600 miljoen euro in 2022. Op 30 november 2022 maakte CEO Robert Vis bekend 31% van het personeelsbestand – ruim 240 arbeidsplaatsen – te zullen ontslaan tegen het einde van dat jaar. In 2023 werd er 582 miljoen euro omgezet.

### Bird (2024–heden)
In februari 2024 veranderde het bedrijf zijn naam in Bird. Topman Robert Vis maakte een maand later bekend 90 van de 450 werknemers te hebben ontslagen, met als reden dat er als gevolg van automatisering minder mensen nodig waren.